# Čoka (općina)
Općina Čoka je jedna od općina u Republici Srbiji. Nalazi se u AP Vojvodini i spada u Sjevernobanatski okrug. Po podacima iz 2004. općina zauzima površinu od 321 km² (od čega na poljoprivrednu površinu otpada 29.491 ha, a na šumsku 477 ha). 
Centar općine je grad Čoka. Općina Čoka se sastoji od 8 naselja. Po podacima iz 2002. godine u općini je živelo 13.835 stanovnika, a po popisu iz 1991. je bilo 15.107 stanovnika, što daje prirodni priraštaj za taj period od -8.4%. Po podacima iz 2004. broj zaposlenih u općini iznosi 1.912 ljudi. U općini se nalazi 7 osnovnih i 1 srednja škola.

## Naseljena mjesta
- Banatski Monoštor
- Vrbica
- Jazovo
- Ostojićevo
- Padej
- Sanad
- Crna Bara
- Čoka

## Etnička struktura
- Mađari - 7.133 (51,56%)
- Srbi - 5.205 (37,63%)
- Romi - 337 (2,43%)
- Jugoslaveni - 228 (1,64%)
- Slovaci - 201 (1,45%)

Naseljena mjesta s mađarskim većinskim stanovništvom su Banatski Monoštor, Vrbica, Jazovo, Padej i Čoka. Ostojićevo i Sanad imaju srpsko većinsko stanovništvo. Crna Bara ima relativnu mađarsku većinu.

## Vanjske poveznice
- Službena prezentacija općine Čoka  Arhivirana inačica izvorne stranice od 21. veljače 2008. (Wayback Machine)